# Francis Ballard
Pour les articles homonymes, voir Ballard.
Francis Ballard est un botaniste britannique, né le 18 mars 1896 à Londres et mort le 25 janvier 1975 à Chiswick.
Il obtient son Bachelor of Sciences à Londres en 1927 et devient assistant à l’herbier du Kew Garden en 1929. Il devient spécialiste des ptéridophytes.

## Source
- Ray Desmond (1994). Dictionary of British and Irish Botanists and Horticulturists including Plant Collectors, Flower Painters and Garden Designers. Taylor & Francis et The Natural History Museum (Londres).  (ISBN 0-85066-843-3)